# آموس هنري ورذن
آموس هنري ورذن (بالإنجليزية: Amos Henry Worthen)‏ هو إحاثي وجيولوجي أمريكي، ولد في 31 أكتوبر 1813 في برادفورد في الولايات المتحدة، وتوفي في 6 مايو 1888 في وارسو في الولايات المتحدة.
كان ثاني جيولوجي في ولاية إلينوي وأمين أول لمتحف ولاية إلينوي. وكان زميلًا في الجمعية الأمريكية لتقدم العلوم وعضوًا في الأكاديمية الوطنية للعلوم.